# Lista de cidades de Dakota do Sul

Localização de Dakota do Sul nos Estados Unidos.

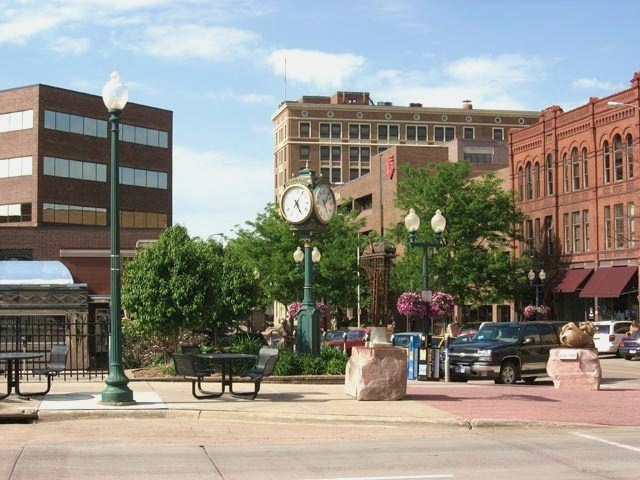
Centro de Sioux Falls, maior cidade de Dakota do Sul.

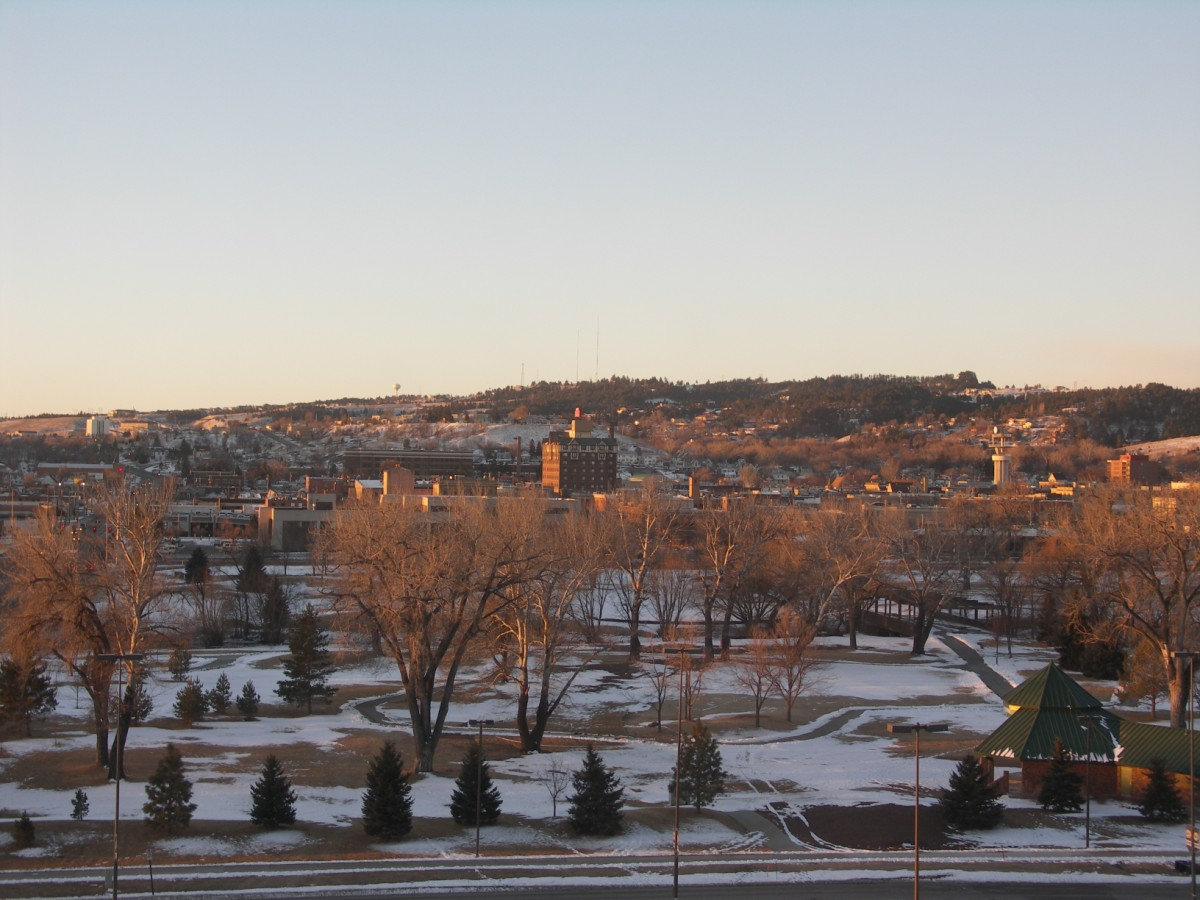
Vista de Rapid City, segunda maior cidade da Dakota do Sul.

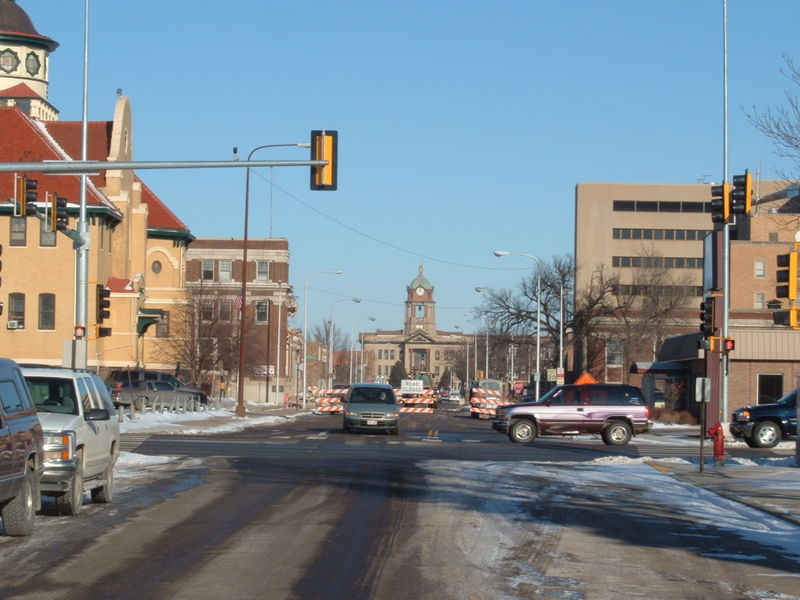
Aberdeen, terceira maior cidade do estado.

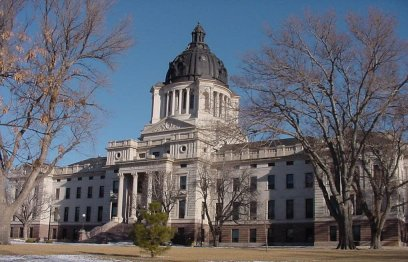
Catedral em Pierre, capital e 8º maior cidade de Dakota do Sul.

A Dakota do Sul é um estado localizado na Região Centro-Oeste dos Estados Unidos. De acordo com o Censo dos Estados Unidos de 2010, Dakota do Sul é o 5º estado menos populoso, com apenas 814.180 habitantes, e o 17º maior por área territorial total abrangendo 199.728 quilômetros quadrados. Os municípios em Dakota do Sul também podem ser incorporados como vilas, no entanto Dakota do Sul tem apenas uma vila incorporada: Wentworth.
Segue-se abaixo uma lista de cidades do estado de Dakota do Sul.

## A
- Aberdeen
- Alcester
- Alexandria
- Arlington
- Armour
- Ashton
- Avon

## B
- Baltic
- Belle Fourche
- Beresford
- Big Stone City
- Blunt
- Bonesteel
- Bowdle
- Box Elder
- Brandon
- Bridgewater
- Bristol
- Britton
- Brookings
- Bruce
- Bryant
- Buffalo
- Burke

## C
- Camp Crook
- Canistota
- Canton
- Carpenter
- Carthage
- Castlewood
- Centerville
- Central City
- Chamberlain
- Clark
- Clear Lake
- Colman
- Colome
- Colton
- Columbia
- Conde
- Corsica
- Crooks
- Custer

## D
- Deadwood
- Dell Rapids
- Delmont
- De Smet
- Doland
- Dupree

## E
- Eagle Butte
- Edgemont
- Egan
- Elk Point
- Elkton
- Emery
- Ethan
- Estelline
- Eureka

## F
- Faith
- Faulkton
- Flandreau
- Fort Pierre
- Frankfort
- Freeman

## G
- Garretson
- Gary
- Gayville
- Geddes
- Gettysburg
- Glencross
- Gregory
- Groton

## H
- Harrisburg
- Hartford
- Hecla
- Henry
- Herreid
- Highmore
- Hill City
- Hitchcock
- Hosmer
- Hot Springs
- Howard
- Humboldt
- Hurley
- Huron

## I
- Ipswich
- Irene
- Iroquois

## J
- Jefferson

## K
- Kadoka
- Keystone
- Kimball

## L
- Lake Andes
- Lake Norden
- Lake Preston
- Lead
- Lemmon
- Lennox
- Leola
- Ludlow

## M
- McIntosh
- McLaughlin
- Madison
- Marion
- Martin
- Marty
- Mellette
- Menno
- Milbank
- Miller
- Mission
- Mitchell
- Mobridge
- Montrose
- Mount Vernon
- Murdo

## N
- Newell
- New Underwood
- North Sioux City

## O
- Oldham
- Onida

## P

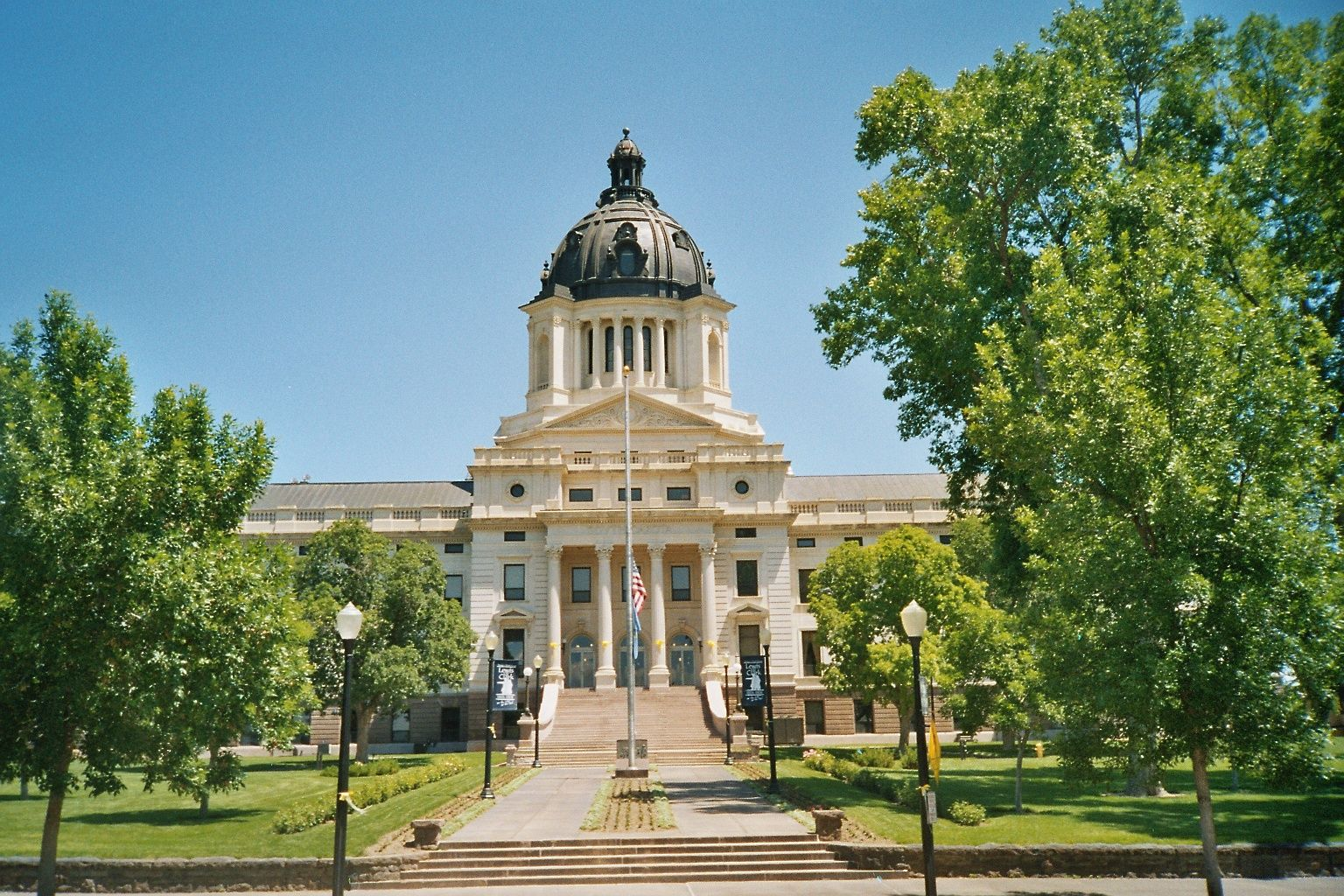
Pierre, capital de Dakota do Sul

- Parker
- Parkston
- Philip
- Piedmont
- Pierre
- Plankinton
- Platte
- Presho

## R
- Ralph
- Rapid City
- Raymond
- Redfield
- Reva
- Roscoe

## S

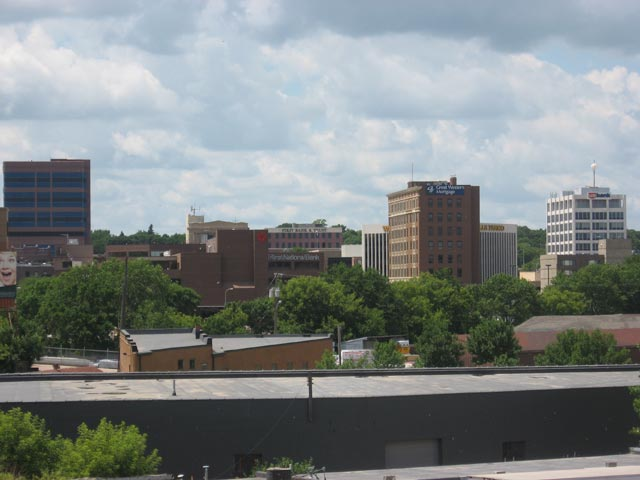
Sioux Falls, maior cidade de Dakota do Sul

- Salem
- Scotland
- Selby
- Sioux Falls
- Sisseton
- Spearfish
- Spencer
- Springfield
- Sturgis
- Summerset
- Summit

## T
- Tea
- Timber Lake
- Tripp
- Tyndall

## V
- Valley Springs
- Veblen
- Vermillion (Dacota do Sul)
- Viborg
- Volga

## W
- Wagner
- Watertown
- Waubay
- Webster
- Wessington
- Wessington Springs
- White
- White Lake
- White River
- Whitewood
- Willow Lake
- Wilmot
- Winner
- Woonsocket

## Y
- Yankton